# Il Popolo del Blues
Il Popolo del Blues è un programma radiofonico nato nel 1995, ideato dal giornalista e critico musicale Ernesto De Pascale e trasmesso sulle frequenze dell'emittente toscana Controradio (Firenze), ogni domenica dalle 15:30 alle 17:30. Dal 2004 al 2011, il programma è inoltre andato in onda ogni domenica alle ore 15:30 sulle frequenze nazionali di Popolare Network. Dal programma sono nate l'etichetta e la rivista online omonime.

Logo del programma

## La nascita
Il programma nacque a seguito delle numerose richieste da parte degli ascoltatori di Rai Stereo Notte (programma Rai in cui De Pascale era stato nel cast dei conduttori negli anni precedenti) come programma radiofonico dedicato agli appassionati di blues. Fin dagli esordi, il programma si è avvalso della collaborazione del tecnico Fabrizio Berti, armonicista nella band toscana di blues Chicago Blue Revue e profondo conoscitore del genere musicale.
Volto soprattutto alla valorizzazione della musica blues a livello italiano e internazionale, il programma, fin dall'inizio, ha comunque contemplato aperture verso cantautorato e musica rock, offrendo una programmazione il più possibile orientata verso l'indipendenza e la qualità musicale.
Dal 2004 al 2011, il programma radiofonico Il Popolo del Blues viene trasmesso, oltre che sulle frequenze toscane di Controradio (Firenze), su quelle nazionali di Popolare Network.
Grazie agli sviluppi delle potenzialità del podcasting, dal 2008 il programma è ascoltabile in podcast connettendosi all'apposito sito curato da Controradio.
Il format fino al 2011 generalmente prevedeva la presenza di un ospite per ogni puntata, con lunghe conversazioni a tematica prevalentemente musicale intervallate da set acustici live in studio. A seguito della prematura scomparsa di Ernesto De Pascale nel 2011, il programma è attualmente condotto dai suoi collaboratori Fabrizio Berti, Michele Manzotti e Giulia Nuti.

A seguito dell'ampliarsi costante delle attività, Il Popolo del Blues da alcuni anni si occupa anche di uffici stampa, promozionando etichette discografiche, artisti, festival, concerti e rassegne culturali in Italia e all'estero.

### Gli ospiti e le puntate speciali
Negli anni sono stati ospiti del programma radio Il Popolo del Blues numerosi artisti internazionali, tra cui Jack Bruce dei Cream, Robert Kirby (arrangiatore di Nick Drake), Rod Picott, Ashleigh Flynn, The Unthanks, Peter Hammill dei Van Der Graaf Generator, Garland Jeffreys, Candi Staton, Elvis Costello e Pete Thomas degli Imposters, Will T.Massey, Patti Smith, Chocolate Genius, Sid Griffin dei Coal Porters, Kenny White, Simone Felice, The National, Allen Toussaint, Ray Thomas dei Moody Blues. Numerosi anche gli ospiti italiani, tra cui Roberto "Freak" Antoni degli Skiantos, Bobby Solo, Eugenio Finardi.
In occasione di particolari avvenimenti il Popolo del Blues ha realizzato e trasmesso puntate speciali, come per l'anniversario della scomparsa di Demetrio Stratos degli Area, circostanza in cui è stata trasmessa un'intervista esclusiva realizzata dal giornalista Ernesto De Pascale a Stratos dopo un concerto nel 1979.

## L'etichetta discografica
Nel 1995, il programma radiofonico Il Popolo del Blues ha dato vita ad un'omonima etichetta discografica. Tra le prime attività collaterali al programma radio, sempre incentrate sulla valorizzazione del blues, fu varata una collana dedicata ai nuovi bluesmen italiani e denominata This is my story - Il nuovo blues in Italia, pubblicata dalla Sony BMG tra il 1995 e il 1998.
Il Popolo del Blues, unendo al programma radio le attività dell'etichetta, fin dai primi anni ha inoltre firmato numerose rassegne e raduni musicali; ha sponsorizzato concerti ed è diventato esso stesso un happening che ha visto alternarsi su differenti palcoscenici numerosi artisti di blues italiano e alcuni importanti artisti stranieri.

### Discografia dell'etichetta Il Popolo del Blues
- 1995 - AAVV - Il nuovo Blues in Italia, vol 1 (Sony)
- 1996 - AAVV - Il nuovo Blues in Italia, vol 2 (Sony)
- 1997 - AAVV - Il nuovo Blues in Italia, vol 3 (Sony)
- 1998 - AAVV - Il Nuovo Blues in Italia, vol 4 (Sony) - mai pubblicato
- 1998 - AAVV - 2120 Michigan Avenue - Chicago, Italia vol. 1 (PDB/Il Manifesto)
- 1999 - Egidio Juke Ingala - Nite Life Boogie (PDB 01 - 2)
- 1999 - Chicago Blue Revue - Chicago Blue Revue (PDB 02 -2)
- 1999 - AAVV - 2120 Michigan Avenue - Chicago, Italia vol. 2 (PDB/Il Manifesto)
- 1999 - AAVV - Frank You Thank vol.1 (PDB 005 -2 /Il Manifesto)
- 1999 - Dennis & the Jets - Passami la Scossa (PDB 06 - 2 )
- 1999 - Dario Lombardo e Phil Guy - Working Together (PDB 07 - 2/MaterialI Sonori)
- 2000 - Home Cookin' - Afrobilly Soul Stew (PDB 08 - 2/Materiali Sonori)
- 2000 - Garybaldi feat. Bambi Fossati - La ragione e il torto (PDB 09 -2/Materiali Sonori)
- 2000 - AAVV - Songs for Jethro (PDB 010 -2/MaterialI Sonori)
- 2000 - Angelo "Leadbelly" Rossi - Jump up songs (PDB 011 - 2/Materiali Sonori)
- 2002 - AAVV - Oliver Nelson: Composer & Arranger, a Tribute (PDB 012 - 2/Materiali Sonori)
- 2002 - AAVV - Frank You Thank vol. 2 (PDB 013 - 2/Il Manifesto)
- 2003 - Dario Lombardo & the Blues Gang - Searchin' for Gold (PDB 014 - 2/Materiali Sonori)
- 2007 - Ernesto De Pascale - Morning Manic Music (PDB 015 - 2/Materiali Sonori)
- 2009 - Gina - Segreto (PDB 016 - 2/Materiali Sonori)
- 2010 - Riccardo Ceres - James Kunisada Carpante (PDB 017 - 2/ Audioglobe)
- 2013 - Ernesto De Pascale  - Seven Songs While The City is Sleeping  (PDB 018 - 2/Audioglobe)
- 2014 - Angela Esmeralda & Sebastiano Lillo - Deltasoul (PDB 019 - 2/Audioglobe)
- 2015 - Shame Blues Band - Waitin' For Saturday Night (PDB 020 -2 /Audioglobe)

## Il sito internet
Dal 1998, Il Popolo del Blues ha aperto il suo sito internet ufficiale, offrendo agli ascoltatori del programma radiofonico un canale aggiuntivo per essere informati sulle attività di quello che, ormai sempre di più, andava configurandosi come un insieme di attività sfaccettate e non solo un programma radio. 
I numerosi approfondimenti di carattere musicale presenti sul sito hanno spinto a trasformare Il Popolo del Blues, nel 2001, in un vero e proprio magazine musicale on line a cadenza mensile, diretto da Ernesto De Pascale, che tutt'oggi esce ogni mese con recensioni, speciali e interviste.